# Elaphristis anthracia
Elaphristis anthracia är en fjärilsart som beskrevs av Edward Meyrick 1891. Elaphristis anthracia ingår i släktet Elaphristis och familjen nattflyn. Inga underarter finns listade i Catalogue of Life.